# کاکتوس لوله‌ای
کاکتوس لوله‌ای (نام علمی: Stenocereus thurberi) نام یک گونه از سرده کاکتوس‌های استوانه‌ای است.